# Vertrag von Butre

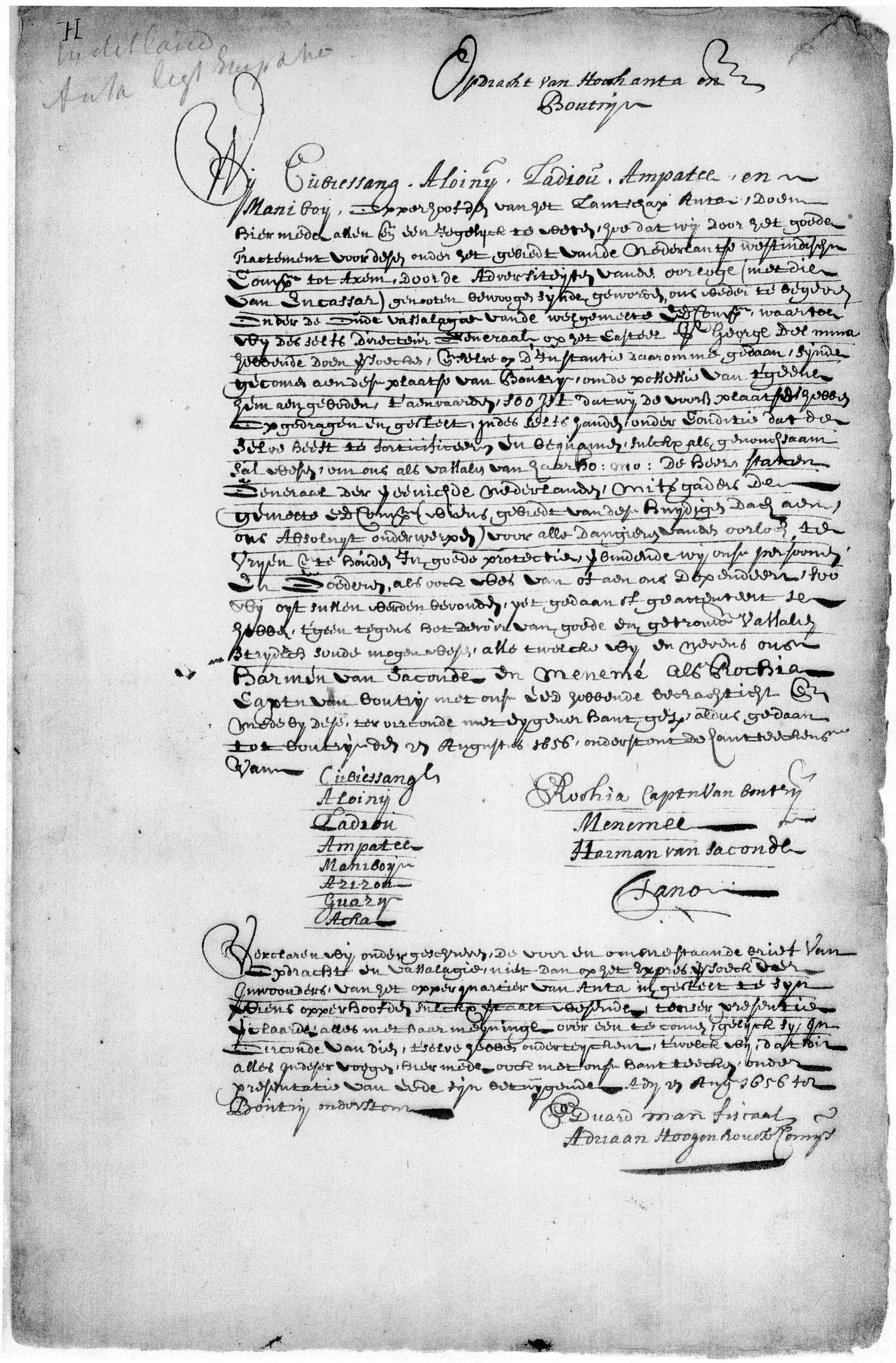
Bild des Originalvertrages

Der Vertrag von Butre wurde am 27. August 1656 in der Ortschaft Butre an der westafrikanischen Goldküste zwischen der Republik der Vereinigten Niederlande und den Ahanta geschlossen. Der Vertrag regelte die Oberhoheit der Niederlande und der Niederländischen Westindien-Kompanie über den Ort Butre und das umliegende Gebiet des oberen Ahanta. Faktisch entstand dadurch ein niederländisches Protektorat über dieses Gebiet, das bis zum Verlassen der Goldküste durch die Niederländer im April 1872 anhielt.

## Hintergrund
Das Gebiet der Ahanta befindet sich in der heutigen Western Region Ghanas. Im 17. Jahrhundert stellten die Ahanta, die sich in Form einer Konföderation von Häuptlingstümern organisiert hatten, eine regionale Macht dar. Sie waren zu Handelszwecken bereits früh in Kontakt mit Europäern gekommen.
Mitte des 17. Jahrhunderts waren die beiden wichtigsten europäischen Wettbewerber in diesem Gebiet die Niederländer, genauer die Niederländische Westindien-Kompanie und die Schweden in Form der schwedischen  Afrika-Kompanie. Die europäischen Mächte verbündeten sich mit den afrikanischen Mächten an der Küste, um ihre Zwecke zu erreichen. In diesem Fall waren die afrikanischen Mächte die Konföderation der Ahanta  auf der einen, und Encasser, einer politischen Einheit, über die wenig bekannt ist, auf der anderen Seite.
Die Niederländer waren bereits lange in der Gegend aktiv und hatten 1642 einen Stützpunkt im Ort Axim errichtet. In ihrem Bemühen, die schwedische Konkurrenz aus Butre, wo sie seit 1650 einen Stützpunkt hatten, zu vertreiben, waren die Niederländer bereits verschiedene taktische Bündnisse eingegangen, unter anderem auch mit Encasser.
Nachdem es den Niederländern gelungen war, die Schweden aus der Region zu vertreiben, entschied der Generalgouverneur der Niederländischen Westindien-Kompanie, der seinen Hauptsitz etliche Kilometer ostwärts in Elmina hatte, dass ein Vertrag mit den lokalen politischen Führern des Gebietes von Ahanta nützlich sei, um dauerhafte, friedliche Beziehungen zu den einheimischen zu etablieren.
Die Führer der Ahanta fanden ein solches Abkommen gleichermaßen hilfreich und nützlich. Der Vertrag von 1656 regelte die rechtlichen Verhältnisse der beiden Parteien zueinander für die kommenden gut 200 Jahre bis 1872.

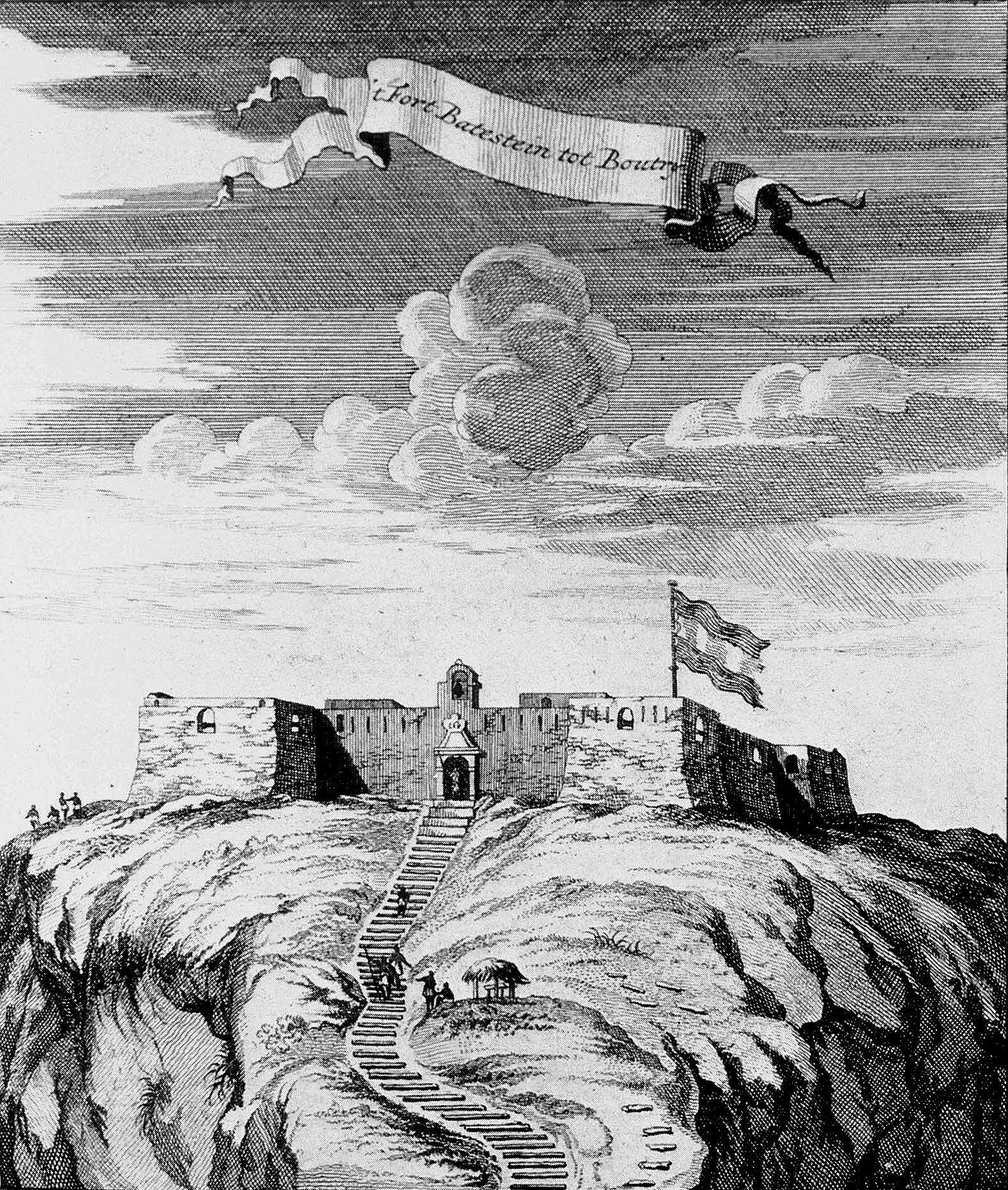
Fort Batensteyn in Butre, das niederländische Hauptquartier in Ahanta, 1709. Lithograph.

Die Beständigkeit des Vertragswerks und seiner Festlegungen ergaben sich daraus, dass die Niederländer nicht beabsichtigten, sich in die Angelegenheiten der Ahantastaaten einzumischen. Dies gilt mit Ausnahme des Ortes Butre, wo sie eine Festung, Fort Batensteyn, errichteten, und eng mit dem lokalen Herrscher zusammenarbeiteten, der gleichzeitig an zweiter Stelle in der politischen Hierarchie des später so genannten Königreichs Ahanta stand, das seine Hauptstadt im drei Kilometer westlich von Butre gelegenen Busua hatte.
Tatsächlich kann daher der Vertrag eher als ein Abkommen über Freundschaft und Kooperation angesehen werden, denn als ein Vertrag, der ein niederländisches Protektorat begründete. Dennoch lieferte der Vertrag 1837, als Badu Bonsu II., der König der Ahanta, gegen die niederländische Oberhoheit rebellierte und etliche Offiziere, darunter den Generalgouverneur Tonneboeijer, tötete, den Niederländern die Begründung für eine militärische Aktion. Eine bewaffnete Expedition wurde gegen Ahanta ausgesandt und im darauffolgenden Krieg Badu Bonsu II. getötet. Anschließend reorganisierten die Niederländer die Ahanta-Staaten, ernannten den Chief von Butre zum Regenten und hielten von da an das Land unter stärkerer Kontrolle, mit verstärkter militärischer wie ziviler Präsenz.
Als die Niederländer schließlich am 6. April 1872 ihre Besitzungen an der Goldküste an die Briten übergaben, war der Vertrag von 1656 noch immer in Kraft und hatte die politischen Beziehungen zwischen Niederländern und Ahanta bis dahin für mehr als 213 Jahre geregelt. Damit war der Vertrag von Butre nicht nur einer der ältesten, sondern auch einer der am längsten geltenden Verträge zwischen einer europäischen und einer afrikanischen Macht überhaupt.
Mit der Übernahme der niederländischen Besitzungen übernahmen die Briten auch alle Verpflichtungen, die die Niederländer eingegangen waren, einschließlich aller existierender Verträge und Abkommen. Dennoch begannen die Briten kurz nach der Übernahme ihre eigene Politik gegenüber den nun vereinigten Besitzungen an der Goldküste zu betreiben. Ahanta widersetzte sich der britischen Übernahme (ebenso wie die ehemals niederländische Stadt Elmina) mit dem Ergebnis, dass Butre 1873 von der Royal Navy bombardiert wurde, um die politische Unterwerfung zu erreichen. 1874 erklärten die Briten ihre gesamten Besitzungen Küste des heutigen Ghana zur Kronkolonie Goldküste und beendeten damit endgültig das Rechtsverhältnis zu den Ahanta, das mit dem Vertrag von Butre und anderen Abkommen bis dahin eingegangen worden war.

## Inhalt
Titel: Opdracht van Hooghanta ende Boutry, also „Übergabe von Hoch-Ahanta und Butre“, ein Name, der bereits die Natur des Vertrages, nämlich die Etablierung eines Protektorates, deutlich macht
Ort und Datum: Der Vertrag wurde von den Ahanta und den Niederländern in  Butre am 27. August 1656 unterzeichnet und trat umgehend in Kraft
Vertragspartner: Vertragspartner auf Seiten der Niederländer waren die Niederländische Westindien-Kompanie, für sich selbst und durch den Generaldirektor vertreten, der sowohl die Generalstaaten der Niederlande repräsentierte, als auch die souveräne Macht der Republik der Sieben Vereinigten Niederlande. Unterzeichner waren Eduard Man, Geschäftsführer, und Adriaan Hoogenhouck, Kommissioner im Dienst der Niederländischen Westindien-Kompanie.
Vertragspartner auf Seiten der Ahanta waren Cubiesang, Aloiny, Ampatee and Maniboy, „Häuptlinge des Landes Anta“. Gemeinsam mit Ladrou, Azizon, Guary, and Acha waren sie auch Unterzeichner des Vertrages. Harman van Saccondé, Menemé, and Rochia, „Kapitän von Boutre“ wurden als zusätzliche Parteien im Vertrag erwähnt, den sie zusammen mit Tanoe ratifizierten.
Festlegungen: Als Übergabe war der Vertrag einzigartig. Ahanta erklärte, dass angesichts der bisherigen guten Beziehungen zu den Niederländern im benachbarten Axim und angesichts der widrigen Umstände, die durch den Krieg mit Encasser verursacht worden waren, es den niederländischen Generaldirektor in Elmina einlud, nach Butre zu kommen und "Besitz zu ergreifen von dem, was ihm angeboten wurde". Ahanta begab sich unter den Schutz der Generalstaaten der vereinigten Niederlande und der Niederländischen Westindien-Kompanie. Dies unter der Bedingung, dass die Niederländer die Orte unter ihrem Schutz befestigten und verteidigten und die Ahanta von den Gefahren des Krieges frei hielten.